# José Carlos Martínez
José Carlos Martínez (Córdoba, 29 de noviembre de 1962-Tolhuin, 7 de julio de 2011) fue un político argentino. 

## Biografía
Sus estudios secundarios los realizó en el Instituto Provincial de Electrónica nº 20, egresando como Técnico en Electro Medicina. Se graduó en Organización Industrial por la Universidad Tecnológica Nacional. Completó su formación con dos maestrías: en Dirección y Gestión de los Sistemas de Seguridad Social, y en Dirección y Gestión de Bienestar Social y Servicios Sociales, ambas en la Universidad de Alcalá (España) conjuntamente con la Organización Iberoamericana de Seguridad Social.
Entre 1981 y 1985, Martínez desempeñó su profesión en el hospital San Roque de la ciudad de Córdoba. En 1985 se radicó definitivamente en Río Grande, provincia de Tierra del Fuego, para continuar trabajando en el hospital local.
En 2003, es elegido legislador provincial, cargo que desempeñó hasta 2007, año en el que fue elegido Senador Nacional por el partido Afirmación para una República Igualitaria (ARI).
Formó parte, junto a María Rosa Díaz, del bloque Nuevo Encuentro, y de la mesa de conducción nacional del Encuentro por la Democracia y la Equidad cuyo principal referente es Martín Sabbatella.
En 2011 se presentó como candidato por el Nuevo Encuentro al cargo de gobernador.
El 7 de julio de 2011 falleció en un accidente de tránsito ocurrido a 10 kilómetros de la localidad de Tolhuin en la  provincia de Tierra del Fuego.
Su banca fue ocupada por el primer senador suplente, Osvaldo López, que se convirtió así en el primer legislador argentino casado con una persona de su mismo género, luego de la sanción de la Ley de Matrimonio Igualitario.